# Hermann von Kalitsch
Hermann Friedrich Ludwig Karl von Kalitsch (* 17. April 1818 in Dobritz; † 11. Dezember 1891 ebenda) war anhaltischer Gutsherr und Abgeordneter im Landtag des Herzogtums Anhalt.

## Leben

### Herkunft und Familie
Von Kalitsch war ein Sohn des anhaltischen Landtagsabgeordneten Friedrich von Kalitsch (* 29. April 1786 in Dessau; † 7. Februar 1870 in Dobritz) und dessen Ehefrau Auguste, geb. von Sauerbronn (* 31. August 1791 in Gernsbach; † 31. Mai 1867 in Dobritz). Sein Bruder war der preußische Oberforstmeister Richard von Kalitsch (* 14. Juli 1822 in Dobritz; † 7. April 1906 in Dessau). Er heiratete Klara Wilhelmine Christiane von Hedemann (1826–1903), mit der er mehrere Kinder hatte, nämlich:
- Anna (* 24. Februar 1849 bei Polenzko)
- Agnes (* 22. Juni 1851 bei Polenzko) ⚭ 22. Februar 1876 mit Kurt von Davier, anhaltischer Kammerherr
- Klara (* 16. Oktober 1853 bei Polenzko) ⚭ 23. Juli 1881 mit Magnus von Eberhardt, General der Infanterie
- Dietrich (* 15. Oktober 1855 in Dessau), Premierleutnant der Reserve ⚭ 24. August 1886 mit Elisabeth, geb. von Stülpnagel (* 22. Juli 1867 bei Karlstein zu Zehden)
  - Wolf (* 31. Mai 1887 zu Taschenberg; † 1947), Opfer des Stalinismus
  - Leopold (* 1. Oktober 1889 zu Taschenberg; † 1967 in Ludwigsburg), Ornithologe[1]
  - Hans Hermann (* 7. September 1893 zu Bärenthoren; † 7. Juli 1915 im Kurland), Vizewachtmeister
  - Curt (* 22. November 1894 auf Bärenthoren; † 7. Juni 1916), Vizewachtmeister
  - Ein weiterer Sohn, welcher im Ersten Weltkrieg fiel
- Friedrich (* 28. Oktober 1858 in Dessau; † 8. Januar 1938 auf Gut Bärenthoren, Provinz Sachsen), Forstmann

### Karriere
Ab dem Jahre 1855 besaß er ein Haus in der Zerbster Straße 60 in Dessau. Seit mindestens demselben Jahr war er auch als Kammerherr im anhaltischen Hofstaat tätig. Er wurde 1860 erster Fideikommissherr auf dem Rittergut seines Vaters in Dobritz. Bis 1867 war sein Wohnsitz in Polenzko. Im Jahre 1883 wurde er in den Landtag des Herzogtums Anhalt gewählt. Er gründete 1884 in Dobritz eine Rittergutsbrauerei, welche 1895 wieder geschlossen wurde.